# Жан-Блез Евеквоз
Жан-Блез Евеквоз (27 листопада 1953 , Сьйон ) — швейцарський фехтувальник на шпагах, бронзовий призер Олімпійських ігор 1976 року.

## Виступи на Олімпіадах
| Олімпіада     | Дисципліна     | Місце |
| ------------- | -------------- | ----- |
| Монреаль 1976 | командна шпага | 3     |